# Charlie Parker
Charles Christopher Parker Jr., ps. Bird (ur. 29 sierpnia 1920 w Kansas City, zm. 12 marca 1955 w Nowym Jorku) – amerykański saksofonista i kompozytor jazzowy, który wywarł znaczący wpływ na jazz. Uważany za ojca bebopu.
W 1934, w wieku 14 lat został członkiem szkolnej orkiestry. W wieku 17 lat miał już za sobą występy z kilkoma orkiestrami jazzowymi w Kansas City. W 1939 przeprowadził się do Nowego Jorku, gdzie w 1940 został zatrudniony w orkiestrze Jaya McShanna. W grudniu 1942 został przyjęty do big bandu Earla Hinesa, w którym grał również Dizzy Gillespie. Obaj wraz z innymi młodymi muzykami znudzonymi grą w big-bandach uczestniczyli w licznych after-hours jam-sessions, podczas których nieformalna atmosfera małych klubów sprzyjała rozwojowi ich własnego stylu, a tym samym powstaniu bebopu.
W 1944 spotkał się i rozpoczął współpracę z mającym 18 lat trębaczem, Milesem Davisem. Jego ulubionym interwałem była kwinta zmniejszona (tryton). Znane standardy skomponowane przez Charliego Parkera to m.in. Billie’s Bounce, Ornithology, Yardbird Suite i Scraple from the Apple. Charakterystyczne dla niego są kompozycje bazujące na istniejących standardach, przykładem jest Ornithology, oparta na melodii i harmonii How High the Moon.
Usiłował popełnić samobójstwo po śmierci córki w 1954. Zmarł na skutek wycieńczenia narkotykowego i alkoholowego rok później.

## Dyskografia
- 1945 Bird, Diz, Bud, Max (Savoy)
- 1949 The Genius of Charlie Parker, Vol. 3: Now’s... (Verve)
- 1949 „Bird” Charlie Parker: 1949 Concert & All-Stars 1950–1951 (Forlane), wyd. 1988
- 1950 The Genius of Charlie Parker, Vol. 4: Bird... Verve
- 1950 Bird & Diz (Verve)
- 1950 The Genius of Charlie Parker, Vol. 1: Night... (Verve)
- 1950 Charlie Parker Sextet (Dial)
- 1951 The Genius of Charlie Parker, Vol. 8:... (Verve)
- 1951 The Genius of Charlie Parker, Vol. 6: Fiesta (Verve)
- 1952 The Genius of Charlie Parker, Vol. 3: Now’s... (Verve)
- 1952 Inglewood Jam: Bird and Chet Live at the Trade Winds, 16 June 1952 (Fresh Sound Records), wyd. 197?
- 1953 Charlie Parker Plays South of the Border (Mercury)
- 1953 Yardbird: DC-53 (VGM)
- 1953 Quintet of the Year (Debut)
- 1953 One Night in Washington (Elektra)
- 1954 The Genius of Charlie Parker, Vol. 5: C.P... (Verve)